# Sociedad Chilena de Enfermedades Respiratorias
La Sociedad Chilena de Enfermedades Respiratorias (SER) es una sociedad científica chilena, sin fines de lucro, fundada el 13 de marzo de 1930, destinada a promover el desarrollo de las disciplinas médicas relacionadas con las enfermedades respiratorias. 
Dentro de sus contribuciones más importantes se encuentra La Revista Chilena de Enfermedades Respiratorias, que es el órgano oficial de la SER.

## Historia
La organización nace con el nombre de Sociedad Chilena de Tisiología en 1930, y como fundadores contó con: Héctor Orrego Puelma, Sótero del Río, Fernando Cruz, Rolando Castañon, Félix Bulnes, Arturo Espina, Max Vega Macher, Manuel Sánchez del Pozo, Manuel Madrid, Salomón Margulis, y Gonzalo Corbalán.
Posteriormente, en 1945 cambia de nombre a Sociedad Chilena de Tisiología y Enfermedades broncopulmonares. Luego, en 1958, a Sociedad Chilena de Enfermedades del Tórax y Tuberculosis. Y a partir de 1988 lleva su actual nombre Sociedad Chilena de Enfermedades Respiratorias.
Su objetivo principal es: "Liderar el conocimiento de las enfermedades respiratorias y torácicas y gestionarlo de forma activa para convertirse en el referente clave y aliado imprescindible de todos los agentes relacionados".

### Revista
Su primer presidente, Héctor Orrego, dio inicio en 1935 a la Revista Aparato Respiratorio y Tuberculosis, que actualmente lleva por nombre Revista Chilena de Enfermedades Respiratorias, órgano oficial de la Sociedad. La revista es una publicación de Acceso Abierto según los suscrito en la iniciativa de Budapest.

### Pandemia por COVID-19
Debido a la pandemia por coronavirus en Chile, la SER ha tomado un rol en los medios enfatizando la importancia de entregar información continua y establecer una conexión cercana con la comunidad. Una de las grandes alertas emitidas fue sobre las secuelas respiratorias en pacientes recuperados por coronavirus.